# Classificação de Strunz
A Classificação de Strunz é uma forma de organizar sistematicamente os minerais com base em critérios cristaloquímicos. Elaborada por Hugo Strunz e inicialmente publicada no seu Mineralogische Tabellen, em 1941, recebeu várias modificações e é atualmente objeto de atualização, em vista de dados mais recentes sobre estruturas cristalinas. É utilizada pela International Mineralogical Association (IMA).

## I.Elementos

### A.Metais,ligas metálicas,compostos intermetálicos
1. Anyuiíte, Auricúprido, Bogdanovite, Cobre, Hunchunite, Ouro, Prata, Tetra-Auricúprido, Yuanjiangite
2. Amálgama de chumbo, Amálgama de ouro, Belendorffite, Eugenite, Kolymite, Luanheíte, Mercúrio, Moschellandsbergite (forma reduzida: Landsbergite), Paraschachnerite, Potarite, Schachnerite, Weishanite,
3. Alumínio, Cupalite, Khatyrkite
4. Cádmio, Danbaíte, Latão, Zhanghengite, Zinco
5. Chumbo, Estanho, Índio
6. Crómio, Cromoferreto, Ferrocrometo, Tântalo, Titânio, Tungsténio
7. Camacite, Ferro, Manganês, Wairauíte
8. Awaruíte, Jedwabite, Níquel, Tenite, Tetratenite
9. Cohenite, Haxonite, Hongquiíte, Isovite, Khamrabaevite, Niobocarboneto, Tantalocarboneto, Tongbaíte
10. Carlsbergite, Nierite, Osbornite, Roaldite, Silvestrite, Sinoíte
11. Allabogdanite, Andreyivanovite, Barringerite, Florenskyíte, Niquelfosfeto, Schreibersite
12. Ferdisilicite, Gupeiíte, Hapkeíte, Luobusaíte, Perryite, Suessite, Xifengite
13. Chengdeíte, Hexaferrum, Ósmio, Rénio, Ruténio, Ruteniridosmina,
14. Damiaoíte, Hongshiíte, Irídio, Nielsenite, Paládio, Platina, Ródio, Skaergaardite, Tongxinite, Yixunite
15. Ferroniquelplatina, Isoferroplatina, Tetraferroplatina, Tulameenite
16. Atokite, Estanopaladinite, Niggliíte, Palarstaneto, Plumbopaladinite, Rustenburgite, Zvyagintsevite
17. Cabriíte, Bortnikovite, Naldrettite, Paolovite, Taimyrite, Tatyanaíte

### B.Semimetaisenão-metais
1. Antimónio, Arsénio, Arsenolamprite, Bismuto, Estibarsénio, Paradocrasite
2. Chaoíte, Diamante, Fullerite, Grafite, Lonsdaleíte, Moissanite
3. Enxofre, Rosickyite, Selénio, Telúrio
4. Silício

## II.Sulfuretosesulfossais

### A. Ligas metálicas e compostos similares
1. Algodonite, Cuprostibite, Domeykite, Horsfordite, Koutekite, Kutinaíte, Novakite
2. Alargento, Discrasite
3. Bezsmertnovite, Bilibinskite, Maldonite
4. Maucherite, Orcelite
5. Arsenopaladinite, Ateneíte, Estibiopaladinite, Genkinite, Itoigawaíte, Majakite, Menshikovite, Mertieíte-I, Mertieíte-II, Miessiíte, Paladoarseneto, Paladobismutoarseneto, Paladodimite, Polkanovite, Rodarseneto, Stillwaterite, Ungavaíte, Vincentite
6. Chrisstanleyíte, Jaguéíte, Luberoíte, Oosterboschite, Tischendorfite, Vasilite
7. Borovskite, Keithconnite, Oulankaíte, Sopcheíte, Telargpalite, Teluropaladinite, Temagamite
8. Isomertieíte

### B. Metais:enxofre,selénioetelúrio> 1:1
1. Anilite, Calcocite, Digenite, Djurleíte, Geerite, Roxbyíte, Spionkopite, Yarrowite
2. Betechtinite, Bornite, Calvertite, Gortdrumite
3. Atabascaíte, Berzelianite, Bellidoíte, Crookesite, Sabatierite, Umangite
4. Rickardite, Weissite
5. Aguilarite, Acantite, Argentite, Benleonardite, Cervelleíte, Empressite, Hessite, Chenguodaíte, Naumannite, Tsnigriíte, Stutzite
6. Brodtkorbite, Eucairite, Henryíte, Imiterite, Jalpaíte, Mckinstryíte, Selenojalpaíte, Stromeyerite
7. Criddleíte, Fischesserite, Muthmannite, Penzhinite, Petrovskaíte, Petzite, Uytenbogaardtite
8. Argirodite, Canfieldite, Putzite
9. Balcanite, Bayankhanite, Danielsite, Furutobeíte, Schlemaíte
10. Mazzettiíte, Petrovicite
11. Carlinite
12. Heazlewoodite, Laflammeíte, Oregonite, Parkerite, Rodplumsite, Shandite
13. Vozhminite
14. Donharrisite
15. Arsenohauchecornite, Bismutohauchecornite, Hauchecornite, Telurohauchecornite, Tucekite
16. Argentopentlandite, Geffroyíte, Cobaltopentlandite, Miassite, Paladseíte, Pentlandite, Shadlunite, Sugakiíte
17. Godlevskite, Kharaelakhite, Mackinawite

### C. Metais:enxofre,selénioetelúrio= 1:1
1. Coloradoíte, Esfalerite, Hawleyite, Rudashevskyite, Metacinábrio, Polhemusite, Stilleíte, Tiemannite
2. Lautite
3. Calcopirite, Eskebornite, Gallite, Laforetite, Lenaíte, Roquesite
4. Haycockite, Isocubanite, Mooihoekite, Orickite, Putoranite, Talnakhite, Wilhelmramsayite
5. Picotpaulite, Raguinite
6. Barquillite, Briartite, Cernyite, Famatinite, Ferrokesterite, Hocartite, Kesterite, Kuramite, Luzonite, Permingeatite, Petrukite, Pirquitasite, Rodostanite, Sakuraiíte, Estanite, Toyohaíte, Velikite
7. Estanoidite
8. Chatkalite, Mawsonite
9. Hemusite, Kiddcreekite
10. Grupo da colusite: Colusite, Germanite, Germanocolusite, Maikainite, Morozeviczite, Nekrasovite, Ovamboíte, Polkovicite, Renierite, Estibiocolusite, Sulvanite, Vinciennite
11. Argentotennantite, Chameanite, Giraudite, Goldfieldite, Freibergite, Hakite, Mgriíte, Tennantite, Tetraedrite
12. Aktashite, Gruzdevite, Nowackiíte, Sinnerite, Watanabeíte
13. Cadmoselite, Greenockite, Matraíte, Rambergite, Wurtzite
14. Argentopirite, Cubanite, Enargite, Sternbergite, Estibioenargite
15. Alabandina, Altaíte, Clausthalite, Crerarite, Galena, Keilite, Niningerite, Oldhamite
16. Aramayoíte, Baumstarkite, Bohdanowiczite, Cuboargirite, Matildite, Miargirite, Schapbachite, Volynskite
17. Abramovite, Coiraíte, Franckeíte, Herzenbergite, Incaíte, Cilindrite, Levyclaudite, Mohite, Potosiíte, Estistaíte, Suredaíte, Teallite
18. Cinábrio, Hipercinábrio
19. Achavalite, Heideíte, Jaipurite, Modderite, Pirrotite, Smythite, Troilite, Westerveldite
20. Breithauptite, Cherepanovite, Freboldite, Hexatestibiopaniquelite, Kotulskite Nicolite, Langisite, Polarite, Rutenarsenite, Sederholmite, Sobolevskite, Sorosite, Stumpflite, Sudburyite
21. Malyshevite, Lapieíte, Mäkinenite, Millerite, Mückeíte, Zlatogorite
22. Covellite, Idaíte, Klockmannite, Nukundamite
23. Haapalaíte, Tochilinite, Valleriíte, Vyalsovite, Yushkinite
24. Vulcanite
25. Braggite, Cooperite, Vysotskite

### D. Metais:enxofre,selénioetelúrio< 1:1
1. Grupo da lineíte: Bornhardtite, Cadmoindite, Carrollite, Daubreelite, Fletcherite, Florensovite, Greigite, Indite, Kalininite, Lineíte, Polidimite, Siegenite, Trüstedtite, Tyrrellite, Violarite
2. Cuproiridisite, Cuprorodsite, Ferrorodsite, Kingstonite, Malanite, Xingzhongite
3. Inaglyite, Konderite
4. Brezianite, Wilkmanite
5. Bowieíte, Daomanite, Kashinite
6. Edgarite, Paxite
7. Antimonselite, Bismutinite, Guanajuatite, Metaestibnite, Ottemannite, Pääkkönenite, Estibnite
8. Kawazulite, Paraguanajuatite, Skippenite, Telurantimónio, Telurobismutite, Tetradimite
9. Baksanite, Ingodite, Nevskite, Protojoseíte, Sulfotsumoíte, Sztrokayite, Teluronevskite, Tsumoíte
10. Ikunolite, Joséíte, Laitakarite, Pilsenite
11. Alexsite, Babkinite, Kochkarite, Poubaíte, Rucklidgeíte, Saddlebackite
12. Hedleyite
13. Cameronite, Tarkianite
14. Buckhornite, Jonassonite, Montbrayite, Nagyagite
15. Calaverite, Kostovite, Krennerite, Silvanite
16. Grupo da pirite: Auroestibite, Cattierite, Changchengite, Dzharkenite, Erlichmanite, Fukuchilite, Geversite, Hauerite, Insizwaíte, Krutaíte, Laurite, Maslovite, Mayingite, Michenerite, Padmaíte Penroseíte, Pirite, Sperrylite, Trogtalite, Vaesite, Villamaninite
17. Grupo da cobaltite: Cobaltite, Gersdorffite, Hollingworthite, Irarsite, Jolliffeíte, Kalungaíte, Milotaíte, Platarsite, Tolovkite, Ullmannite, Willyamite
18. Krutovite
19. Grupo da marcassite: Anduoíte, Ferroselite, Frohbergite, Hastite, Iridarsenite, Kullerudite, Marcassite, Mattagamite, Omeiíte
20. Borishaskiíte, Froodite, Urvantsevite
21. Grupo da arsenopirite: Aloclase, Arsenopirite, Glaucodotite, Gudmundite, Osarsite, Ruarsite
22. Grupo da lollingite: Coestibite, Löllingite, Nisbite, Oenite, Rammelsbergite, Saflorite, Seinäjokite
23. Clinosaflorite, Paracoestibite, Pararammelsbergite
24. Castaingite, Drysdallite, Jordisite, Molibdenite, Reniíte, Tungstenite
25. Dzhezkazganite
26. Bambollaíte
27. Berndtite, Kitkaíte, Melonite, Merenskyite, Moncheíte, Shuangfengite, Sudovikoíte, Verbeekite
28. Gaotaiíte, Ferroskutterudite, Iridisite, Kieftite, Níquel-Skutterudite, Skutterudite

### E. Sulfossais
1. Berthierite, Garavellite, Klerite
2. Larosite
3. Skinnerite, Wittichenite
4. Calcostibite, Cuprobismutite, Eichbergite, Emplectite, Hodrushite, Kupcikite
5. Billingsleyite, Pearceíte-M2a2b2c, Pearceíte-T2ac (Arseniopolibasite), Pearceíte-Tac, Polibasite-Tac (Antimoniopearceíte), Polibasite-M2a2b2c, Polibasite-T2ac
6. Arcubisite, Fettelite, Selenostephanite, Stephanite
7. Proustite, Pirargirite, Pirostilpnite, Quadratite, Samsonite, Xantoconite
8. Dervillite, Smithite, Trechmannite
9. Benjaminite, Borodaevite, Cupromackovickyite, Cupropavonite, IMA 2005-036, Kitaibelite, Makovickyite, Mummeíte, Pavonite
10. Fangite
11. Galkhaíte
12. Christite, Ellisite, Erniggliíte, Hatchite, Laffittite, Routhierite, Sicherite, Stalderite, Wallisite
13. Edenharterite, Grumiplucite, Hutchinsonite, Jentschite, Livingstonite, Lorandite, Simonite, Tvalchrelidzeíte, Vaughanite, Vrbaíte, Weissbergite
14. Bernardite, Chabourneíte, Gabrielite, Gillulyite, Imhofite, Jankovicite, Parapierrotite, Pierrotite, Rebulite
15. Geocronite, Gratonite, Jordanite, Lengenbachite, Meneghinite, Tsugaruíte
16. Bournonite, Seligmannite
17. Diaforite, Freieslebenite, Marrite, Owyheeíte, Zoubekite
18. Dufrénoysite, Veenite
19. Ardaíte, Boulangerite, Falkmanite, Jaskolskiíte, Moeloíte, Pillaíte, Plumosite
20. Dadsonite, Launayite, Madocite, Playfairite, Sorbyite, Sterryite
21. Fülöppite, Heteromorfite, Plagionite, Rayite, Semseyíte
22. Benavidesite, Jamesonite, Parajamesonite, Sakharovaíte
23. Andorite, Fizelyite, Ramdohrite, Roshchinite, Uchucchacuaíte
24. Baumhauerite, Baumhauerite-2a, Robinsonite
25. Guettardite, Liveingite, Rathite, Sartorite, Twinnite
26. Scainiíte, Zinquenite
27. Kirkiíte
28. Miharaíte
29. Aschamalmite, Heyrovskyite
30. Aikinite, Emilite, Friedrichite, Gladite, Hammarite, Krupkaíte, Lindströmite, Paarite, Pekoíte, Salzburgite, Soucekite
31. Bursaíte, Esquimoíte, Gustavite, Lillianite, Ourayite, Schimerite, Treasurite, Viquinguite, Xilingolite
32. Neyite
33. Berryite, Eclarite, Giessenite, Izoklakeíte, Kobellite, Nuffieldite, Rouxelite, Tintinaíte
34. Cannizzarite, Cosalite, Felbertalite, Galenobismutite, Junoíte, Mozgovaíte, Nordströmite, Paderaíte, Proudite, Weibullite, Watkinsonite
35. Ustarasite
36. Outros: Angelaíte, Kudriavite

### F. Sulfuretos não-metálicos
1. Patronite
2. Alacranite, Dimorfite, Duranusite, Jeromite, Laphamite, Ouro-pigmento, Pararealgar, Realgar, Uzonite
3. Getchellite, Wakabayashilite
4. Bukovite, Calcotalite, Murunskite, Rohaíte, Talcusite
5. Chvilevaíte
6. Djerfisherite, Owensite, Talfenisite
7. Bartonite, Clorobartonite, Pautovite, Rasvumite
8. Caswellsilverite, Cronusite, Schöllhornite
9. Coioteíte, Erdite
10. Gerstleyite
11. Cetineíte, Kermesite, Ottensite, Sarabauíte
12. Bazhenovite, Viaeneíte
13. Capgaronnite, Iltisite, Perroudite
14. Arzakite, Corderoíte, Grechishchevite, Kenhsuíte, Lavrentievite, Radtkeíte
15. Kolarite, Radhakrishnaite

## III.Halogenetos(Halóides)

### A. Halogenetos simples
1. Marshite, Miersite, Nantokite
2. Bromargirite, Carobbiíte, Clorargirite, Griceíte, Halite, Silvina, Villiaumite
3. Iodargirite, Tocornalite
4. Sal amoníaco
5. Calomelite, Kuzminite, Moschelite
6. Sellaíte
7. Cloromagnesite, Lawrencite, Scacchite, Tolbachite
8. Coccinite, Fluorite, Frankdicksonite, Gagarinite-(Y), Laurelite, Tveitite-(Y), Zajacite-(Ce)
9. Clorocalcite, Molisite
10. Fluocerite-(Ce), Fluocerite-(La)
11. Gananite
12. Antarticite, Bischofite, Eriocalcite, Hidrohalite, Niquelbischofite, Rokühnite, Sinjarite
13. Cloraluminite, Lesukite

### B. Halogenetos duplos, sem água
1. Avogadrite, Barberiíte, Ferruccite
2. Bararite, Criptohalite, Hieratite, Malladrite
3. Bogvadite, Calcjarlite, Colquiriíte, Criolite, Criolitionite, Elpasolite, Jarlite, Jörgensenite, Simmonsite

### C. Halogenetos duplos, com água
1. Acuminite, Artroeíte, Chukhrovite-(Ce), Chukhrovite-(Y), Creedite, Gearksutite, Tikhonenkovite
2. Pachnolite, Thomsenolite, Yaroslavite
3. Boldyrevite, Carlhintzeíte, Karasugite, Neighborite, Prosopite, Quiolite, Ralstonite, Rosenbergite, Usovite, Weberite
4. Aravaipaíte, Calcioaravaipaíte
5. Böggildite, Estenonite
6. Cloromanganocalite, Rinneíte
7. Douglasite, Eritrosiderite, Kremersite, Mitscherlichite
8. Carnallite, Koenenite, Redikortsevite, Taquihidrite

### D. Oxi-halogenetos
1. Atacamite, Anthonyite, Belloíte, Bobkingite, Botallackite, Calumetite, Clinoatacamite, Herbertsmithite, Hibbingite, Kempite, Korshunovskite, Melanotalite, Nepskoeíte, Paratacamite
2. Ponomarevite
3. Buttgenbachite, Claringbullite, Connellite, Gordaíte, Khaidarkanite, Simonkolleíte
4. Zharchikhite
5. Abhurite
6. Aurivilliusite, Comancheíte, Eglestonite, Gianellaíte, Hanawaltite, Kadyrelite, Kleinite, Mosesite, Pinchite, Poyarkovite, Tedhadleyite, Terlinguacreekite, Terlinguaíte, Vasilyevite
7. Kelyanite
8. Cotunnite, Fiedlerite, Laurionite, Paralaurionite, Pseudocotunnite
9. Bismoclite, Daubreeíte, Matlockite, Rorisite, Zavaritskite
10. Asisite, Blixite, Chubutite, Damaraíte, Ekdemite, Filolitite, Heliofilite, Kombatite, Mendipite, Mereheadite, Nadorite, Parkinsonite, Penfieldite, Perite, Pinalite, Sahlinite, Schwartzembergite, Seeligerite, Sundiusite, Symesite, Thorikosite
11. Onoratoíte
12. Bideauxite, Boleíte, Cloroxifite, Cumengeíte, Diaboleíte, Hämatofanite, Pseudoboleíte, Yedlinite

## IV.Óxidosehidróxidos

### A. Óxido com metais:oxigénio=2:1 e 1:1
1. Gelo
2. Cuprite
3. Brommellite, Zincite
4. Bunsenite, Cal, Manganosite, Monteponite, Murdochite, Periclase, Wüstite
5. Crednerite, Delafossite, Mcconnellite, Paramelaconite, Tenorite
6. Litargite, Massicotite, Montroydite
7. Brownmillerite, Mayenite, Srebrodolskite
8. Hidroromarquite, Romarquite

### B. Óxido com metais:oxigénio=3:4
1. Hercinite, Gahnite, Galaxite, Espinela
2. Cuproespinela, Franklinite, Jacobsite, Magnesioferrite, Magnetite, Trevorite
3. Cromite, Cocromite, Manganocromite, Magnesiocromite, Nicromite, Zincocromite
4. Brunogeierite, Coulsonite, Magnesiocoulsonite, Qandilite, Ulvospinela, Vuorelainenite
5. Filipstadite, Hausmannite, Heterolite, Hidroheterolite, Iwakiíte, Marroquite, Tegengrenite
6. Apuanite, Kusachiíte, Mínio, Schafarzikite, Versiliaíte
7. Crisoberilo, Ferrotaaffeíte-6N'3S (Pehrmanite), Magnesiotaaffeíte-2N’2S (Taaffeíte), Magnesiotaaffeíte-6N’3S (Musgravite), Swedenborgite
8. Diaoyudaoíte
9. Grossite

### C. Óxido com metais:oxigénio=2:3
1. Claudetite, Valentinite
2. Arsenolite, Bismite, Cromobismite, Dukeíte, Senarmontite, Sillénite, Esferobismoíte
3. Avicennite, Bixbyite
4. Carelianite, Eskolaíte, Hematite, Corindo
5. Akimotoíte, Brizziíte, Ecandrewsite, Geikielite, Ilmenite, Melanostibite, Pirofanite
6. Maghemite
7. Ferrohögbomite 2N2S, Ferronigerite, Freudenbergite, Kamiokite, Magnesiohögbomite, Kamiokite, Magnesionigerite (Pengzhizhongite), Mengxianminite, Nolanite, Rinmanite, Zincohögbomite
8. Bartelkeíte, Batiferrite, Haggertyite, Hawthorneíte, Hibonite, Lindqvistite, Magnetoplumbite, Nezilovite, Otjisumeíte, Plumboferrite, Yimengite, Zenzenite
9. Cleusonite, Crichtonite, Davidite-(Ce), Davidite-(La), Dessauíte-(Y) Gramaccioliíte-(Y) (Davidite-(Y)), Landauíte, Lindsleyite, Loveringite, Mathiasite, Senaíte
10. Isolueshite, Latrappite, Loparite, Lueshite, Macedonite, Natroniobite, Perovskite, Tausonite, Uhligite
11. Bindheimite, Bismutostibiconite, Lewisite, Partzite, Roméíte, Stetefeldtite, Estibiconite
12. Ingersonite
13. Jixianite, Monimolite
14. Murataíte-(Y), Scheteligite
15. Zirkelite, Zirconolite-2M, Zirconolite-3O, Zirconolite-3T
16. Betafite, Estibiobetafite, Itriobetafite-(Y), Plumbobetafite
17. Bariopirocloro, Bismutopirocloro, Calciobetafite, Ceriopirocloro-(Ce), Calipirocloro, Plumbopirocloro, Pirocloro, Estronciopirocloro, Uranopirocloro, Itriopirocloro-(Y)
18. Bariomicrolite, Bismutomicrolite, Estibiomicrolite, Fluornatromicrolite, Microlite, Natrobistantite, Plumbomicrolite, Estanomicrolite, Uranomicrolite
19. Cesstibtantite
20. Ferritungstite
21. Parabariomicrolite
22. Carboírite
23. Derbylite, Graeserite, Hemloíte, Tomichite
24. Armalcolite, Pseudobrookite, Pseudorutilo
25. Mongshanite
26. Berdesinskiíte, Kyzylkumite, Olkhonskite, Schreyerite, Estibivanite

### D. Óxido com metais:oxigénio=1:2
1. Grupo do quartzo: Coesite, Cristobalite, Melanoflogite, Moganite, Opala, Quartzo, Stishovite, Tridimite
2. Grupo do rutilo: Argutite, Cassiterite, Paratelurite, Plattnerite, Pirolusite, Rutilo, Tripuhyite
3. Ilmenorutilo, Strüverite, Tugarinovite
4. Byströmite, Ferrotapiolite, Ordonezite, Manganotapiolite
5. Belyankinite, Franconite, Gerasimovskite, Hochelagaíte, Manganobelyankinite, Ternovite
6. Jeppeíte
7. Ankangite, Cesarolite, Coronadite, Henrymeyerite, Hollandite, Criptomelano, Mannardite, Manjiroíte, Priderite, Redledgeíte, Estronciomelano
8. Romanèchite, Todorokite, Woodruffite
9. Akhtenskite, Nsutite, Ramsdellite, Vernadite
10. Rancieíte, Takanelite
11. Janggunite
12. Anatase, Downeyite
13. Brookite, Carmichaelite, Escrutiniíte, Srilankite, Telurite
14. Ferberite, Hübnerite, Sanmartinite, Volframoixiolite
15. Ashanite, Ferrotitanowodginite, Ferrowodginite, Ixiolite, Koragoíte, Litiowodginite, Qitianlingite, Tantalowodginite, Titanowodginite, Wodginite
16. Ferrocolumbite, Ferrotantalite, Magnesiotantalite, Magnesiocolumbite, Manganocolumbite, Manganotantalite
17. Calciosamarskite, Euxenite-(Y), Fersmite, Ishikawaíte, Loranskite-(Y), Policrase-(Y), Samarskite-(Y), Tanteuxenite-(Y), Uranopolicrase, Itriocolumbite-(Y), Itriocrase-(Y), Itriotantalite-(Y)
18. Cafetite, Kassite, Kobeíte-(Y), Lucasite-(Ce)
19. Eschinite-(Ce), Eschinite-(Nd), Eschinite-(Y), Niobo-Eschinite-(Ce), Niobo-Eschinite-(Nd), Rynersonite, Tantaloeschinite-(Y), Vigezzite
20. Brannerite, Ortobrannerite, Torutite
21. Liandratite, Petscheckite
22. Fergusonite-(Ce), Fergusonite-(Nd), Fergusonite-(Y), Fergusonite-beta-(Ce), Fergusonite-beta-(Nd), Fergusonite-beta-(Y), Formanite-(Y), Raspite
23. Bismutocolumbite, Bismutotantalite, Cervantite, Chiluíte, Clinocervantite, Estibiocolumbite, Estibiotantalite
24. Calciotantite, Cesplumtantite, Irtyshite, Litiotantite, Natrotantite
25. Alumotantite, Bahianite, Rankamaíte, Simpsonite, Sosedkoíte
26. Koechlinite, Russellite, Tungstibite
27. Foordite, Thoreaulite
28. Changbaiíte, Rosiaíte
29. Baddeleyíte, Calzirtite, Cerianite-(Ce), Hiärneíte, Tazheranite, Torianite, Uraninite

### E. Óxido com metais:oxigénio<1:2
1. Tantite
2. Alumotungstite, Anthoinite, Cerotungstite-(Ce), Elsmoreíte, Hidrotungstite, Meymacite, Mpororoíte, Tungstite, Itriotungstite-(Y)
3. Bamfordite, Ilsemannite, Molibdite, Sidwillite

### F. Hidróxidos e óxidoshidratados
1. Behoíte, Clinobehoíte, Sassolite
2. Bayerite, Doyleíte, Gibbsite, Nordstrandite
3. Amakinite, Ashoverite, Brucite, Para-Otwayite, Portlandite, Pirocroíte, Spertiniíte, Sweetite, Teofrastite, Wülfingite
4. Brandholzite, Bottinoíte, Jamborite
5. Iowaíte, Meixnerite, Muskoxite, Woodallite
6. Akaganeíte, Böhmite, Diásporo, Feitknechtite, Ferroxihite, Goethite, Groutite, Lepidocrocite, Manganite, Schwertmannite, Tsumgallite
7. Asbolite, Bracewellite, Grimaldiíte, Guianaíte, Heterogenite-2H, Heterogenite-3R, Litioforite
8. Montroseíte, Paramontroseíte, Tivanite
9. Akdalaíte, Ferrihidrite
10. Hidrocalumite, Kuzelite
11. Aurorite, Birnessite, Calcofanite, Cianciulliíte, Ernieniquelite, Jianshuiíte
12. Cualestibite, Cianofilite, Zincalstibite
13. Shakhovite
14. Quenselite
15. Bernalite, Dzhalindite (Dschalindite), Söhngeíte
16. Burtite, Mushistonite, Natanite, Schoenfliesite, Vismirnovite, Wickmanite
17. Eyselite, Jeanbandyite, Mopungite, Stottite, Tetrawickmanite
18. Varlamoffite
19. Kimrobinsonite

### G. Óxidos devanádio
1. Huemulite, Hummerite, Pascoíte, Ronneburgite, Sherwoodite
2. Cazaquistanite, Vanoxite
3. Vanalite
4. Rauvite, Uvanite
5. Alvanite, Ansermetite, Delrioíte, Dickthomssenite, Metadelrioíte, Metamunirite, Metarossite, Munirite, Navajoíte, Rossite
6. Doloresite, Duttonite, Häggite, Lenoblite
7. Cavoíte, Shcherbinaíte
8. Melanovanadite
9. Bariandite, Bokite, Corvusite, Straczekite
10. Barnesite, Grantsite, Hendersonite, Hewettite, Metahewettite
11. Bannermanite, Fosfovanadilite

### H. Óxidos e hidróxidos deuranilo([UO2]2+)
1. Iantinite, Metaschoepite, Metastudtite, Paraschoepite, Schoepite, Studtite
2. Agrinierite, Rameauíte
3. Becquerelite, Billietite, Compreignacite, Masuyite, Protasite
4. Vandenbrandeíte
5. Clarkeíte
6. Bauranoíte, Calciouranoíte, Metacalciouranoíte, Wölsendorfite
7. Curite, Fourmarierite, Metavandendriesscheíte, Richetite, Sayrite, Spriggite, Vandendriesscheíte
8. Uranosferite
9. Holfertite

### I.Arsenietos
1. Reinerite
2. Nanlingite
3. Finnemanite, Freedite, Georgiadesite, Nealite, Rouseíte, Trigonite
4. Armangite, Cafarsite, Ekatite, Magnussonite-2H, Zimbabweíte
5. Chadwickite, Seelite
6. Fetiasite, Gebhardite, Paulmooreíte, Schneiderhöhnite, Vajdakite
7. Ludlockite
8. Lazarenkoíte, Karibibite
9. Stenhuggarite
10. Leiteíte, Manganarsite, Trippkeíte

### J. Sulfuretos,selenetos,teluretos
1. Molibdomenite, Orlandiíte, Scotlandite
2. Choloalite, Fairbankite, Magnolite, Plumbotelurite
3. Moctezumite, Schmitterite
4. Chekhovichite, Pingguite, Smirnite
5. Alocalcoselite, Burnsite, Cloromenite, Gravegliaíte, Georgbokiíte, Hannebachite, Ilinskite, Orschallite, Sofiíte
6. Balyakinite, Cesbronite, Calcomenite, Graemite, Juabite, Teineíte
7. Ahlfeldite, Cobaltomenite, Clinocalcomenite
8. Mandarinoíte
9. Blakeíte, Emmonsite, Poughite, Rodalquilarite, Sonoraíte
10. Francisite, Keystoneíte, Kinichilite, Quetzalcoatlite, Zemannite
11. Demesmaekerite, Derriksite, Guilleminite, Haynesite, Larisaíte, Marthozite, Piretite
12. Denningite, Mackayite, Rajite
13. Carlfriesite, Mroseíte, Spiroffite
14. Cliffordite, Walfordite, Winstanleyite
15. Cuzticite, Frankhawthorenite, Jensenite, Khinite, Kuranakhite, Leisingite, Mcalpineíte, Montanite, Parakhinite, Utahite, Xocomecatlite, Yafsoanite
16. Cheremnykhite, Dugganite, Kuksite, Tlalocite
17. Schieffelinite, Tlapallite
18. Yecoraíte
19. Eztlite, Girdite, Oboyerite

### K.Iodatos
1. Brüggenite, Dietzeíte, Lautarite
2. Bellingerite, Salesite

## V.Boratos,carbonatosenitratos

### A. Nitratos
1. Gwihabaíte, Nitrobarite, Nitrocalite, Nitronatrite
2. Nitrocalcite, Nitromagnesite
3. Gerhardtite, Likasite, Rouaíte
4. Sveíte

### B. Carbonatos desidratados, sem aniões estranhos
1. Calicinite, Nahcolite, Natrite, Teschemacherite, Wegscheiderite, Zabuyelite
2. Grupo da calcite: Calcite, Gaspeíte, Magnesite, Otavite, Rodocrosite, Siderite, Smithsonite, Esferocobaltite, Vaterite
3. Grupo da dolomite: Ankerite, Benstonite, Dolomite, Ewaldite, Huntite, Kutnahorite, Minrecordite, Norsetite
4. Grupo da aragonite: Alstonite, Aragonite, Baritocalcite, Cerussite, Olekminskite, Paralstonite, Estroncianite, Witherite
5. Bütschliite, Eitelite, Fairchildite, Gregoryite, Juangodoyite, Natrofairchildite, Nyerereíte, Shortite, Zemkorite
6. Sahamalite-(Ce)
7. Burbankite, Calcioburbankite, Carbocernaíte, Khanneshite, Remondite-(Ce), Remondite-(La), Petersenite-(Ce)

### C. Carbonatos desidratados, com aniões estranhos
1. Série Azurite-Rosasite: Auricalcite, Azurite, Brianyoungite, Georgeíte, Glaucosferite, Hidrozincite, Kolwezite, Loseyite, McGuinnessite, Malaquite, Nullaginite, Pokrovskite, Rosasite, Sclarite, Zincrosasite
2. Barensite, Dawsonite, Tunisite
3. Ferrotiquite, Manganotiquite, Northupite, Tiquite
4. Crawfordite, Bonshstedtite, Bradleyite, Sidorenkite
5. Sabinaíte
6. Brenkite, Defernite, Holdawayite, Rouvilleíte
7. Bastnasite-(Ce), Bastnasite-(La), Bastnasite-(Y), Cebaíte-(Ce), Cebaíte-(Nd), Cordilite-(Ce), Horvathite-(Y), Huanghoíte-(Ce), Hidroxilbastnasite-(Ce), Hidroxilbastnasite-(La), Hidroxilbastnasite-(Nd), Kozoíte-(Nd), Kukharenkoíte-(Ce), Kukharenkoíte-(La), Lukechangite-(Ce), Micheelsenite, Parisite-(Ce), Parisite-(Nd), Reederite-(Y), Rontgenite-(Ce), Sinquisite-(Ce), Sinquisite-(Nd), Sinquisite-(Y)
8. Hidrocerussite, Plumbonacrite, Shannonite
9. Beyerite, Bismutite, Kettnerite, Fosgenite

### D. Carbonatos hidratados, sem aniões estranhos
1. Barringtonite, Ikaíte, Lansfordite, Monohidrocalcite, Nesquehonite
2. Baylissite, Calconatronite, Gaylussite, Natrão, Pirssonite, Termonatrite, Trona,
3. Adamsite-(Y), Calkinsite-(Ce), Galgenbergite-(Ce), Kimuraíte-(Y), Lantanite-(La), Lantanite-(Ce), Lantanite-(Nd), Lokkaíte-(Y), Shomiokite-(Y), Tengerite-(Y),
4. Donnayite-(Y), Mckelveyite-(Nd), Mckelveyite-(Y), Weloganite
5. Tuliokite

### E. Carbonatos hidratados, com aniões estranhos
1. Artinite, Brugnatellite, Clorartinite, Coalingite, Dipingite, Giorgiosite, Hidromagnesite, Indigirite, Widgiemooltalite
2. Grupo da manasseíte: Barbertonite, Caresite, Charmarite-2H, Charmarite-3T, Clormagaluminite, Manasseíte, Quintinite-2H, Quintinite-3T, Sjogrenite, Zaccagnaíte
3. Grupo da hidrotalquite: Comblainite, Desautelsite, Hidrotalquite, Piroaurite, Reevesite, Sergeevite, Stichtite, Takovite
4. Alumohidrocalcite, Hidroscarbroíte, Para-Alumohidrocalcite, Scarbroíte
5. Kambaldaíte, Otwayite, Szymanskiíte, Zaratite
6. Clearcreekite, Peterbaylissite
7. Callaghanite, Claraíte, Decrespignyite-(Y)
8. Ancilite-(La), Ancilite-(Ce), Barstowite, Calcio-Ancilite-(Ce), Calcio-Ancilite-(Nd), Dresserite, Dundasita, Gysinite-(Nd), Hidrodresserite, Kamphaugite-(Y), Kochsándorite, Montroyalite, Petterdite, Estronciodresserite, Thomasclarkite-(Y)
9. Schuilingite-(Nd)
10. Sheldrickite, Torbastnasite

### F.Uranilocarbonatos
1. Blatonite, Joliotite, Oswaldpeetersite, Rutherfordina
2. Andersonite, Bayleyite, Cejkaíte, Fontanite, Grimselite, Liebigite, Metazellerite, Swartzite, Zellerite
3. Roubaultite, Voglite, Znucalite
4. Albrechtschraufite, Rabbittite, Sharpite, Urancalcarite
5. Wyartite
6. Astrocianite-(Ce), Bijvoetite-(Y), Kamotoíte-(Y), Shabaíte-(Nd)
7. Widenmannite

### G.Nesoboratos
1. Jacquesdietrichite, Jimboíte, Kotoíte, Takedaíte
2. Nordenskioldine, Tusionite
3. Alumino-Magnesiohulsite, Hulsite, Magnesiohulsite, Pertsevite, Pinaquiolite, Warwickite, Yuanfuliíte
4. Grupo da ludwigite: Azoproíte, Blatterite, Bonaccordite, Chestermanite, Fredrikssonite, Gaudefroyite, Ludwigite, Ortopinaquiolite, Takeuchiíte, Vonsenite
5. Fluoborite, Jeremejewite, Karlite, Painite
6. Berborite, Canavesite, Qilianshanite, Sakhaíte, Shabynite, Wightmanite
7. Behierite, Pseudosinhalite, Schiavinatoíte, Sinhalite
8. Cahnite, Bandylite, Teepleíte
9. Frolovite, Henmilite
10. Carboborite, Hexahidroborite
11. Seamanite, Sulfoborite
12. Moydite-(Y)

### H.Soroboratos
1. Clinokurchatovite, Kurchatovite, Suanite
2. Parasibirskite, Sibirskite, Sussexite, Szaibelyite
3. Luneburgite, Wiserite
4. Pentahidroborite, Pinnoíte, Satimolite
5. Ameghinite
6. Inderborite, Inderite, Inyoíte, Kurnakovite, Meyerhofferite, Solongoíte
7. Hidrocloroborite
8. Uralborite
9. Nifontovite, Olshanskyite
10. Bórax, Diomignite, Tincalconite
11. Fedorovskite, Roweíte
12. Ekaterinite, Halurgite, Hungchaoíte, Wardsmithite
13. Borcarite
14. Ulexite
15. Amonioborite, Santite, Sborgite
16. Tertschite
17. Admontite, Aksaíte, Mcallisterite, Rivadavite
18. Teruggite

### I.Inoboratos
1. Vimsite
2. Calciborite, Chelkarite
3. Colemanite, Hidroboracite
4. Kernite
5. Caliborite, Ezcurrite, Larderellite, Priceíte, Probertite
6. Aristarainite

### J.Filoboratos
1. Fabianite
2. Korzhinskite
3. Biringuccite, Nasinite, Tuzlaíte
4. Heidornite, Hilgardite, Kurgantaíte, Tyretskite
5. Gowerite, Veatchite, Volkovskite
6. Balavinskite, Nobleíte, Tunellite
7. Ginorite, Estroncioborite, Estroncioginorite
8. Preobrazhenskite, Studenitsite, Vitimite
9. Brianroulstonite, Penobsquisite, Pringleíte, Ruitenbergite, Walkerite
10. Braitschite-(Ce)
11. Peprossiíte-(Ce)

### K.Tectoboratos
1. Metaborite
2. Hambergite, Londonite, Rodisite
3. Johachidolite
4. Boracite, Chambersite, Congolite, Ericaíte, Trembathite

## VI.Sulfatos,teluratos,cromatos,molibdatosetungstatos

### A. Sulfatos desidratados, sem aniões estranhos
1. Calcocianite, Zincosite
2. Mikasaíte, Millosevichite
3. Efremovite, Langbeinite, Manganolangbeinite
4. Vanthoffite, Yavapaiíte
5. Godovikovite, Sabieíte
6. Letovicite, Mercallite, Misenite
7. Arcanite, Mascagnina, Thenardite
8. Anidrite, Aftitalite, Calistrontite, Glauberite, Palmierite
9. Grupo da barite: Anglesite, Barite, Celestina, Hashemite, Kerstenite

### B. Sulfatos desidratados, com aniões estranhos
1. Antlerite, Brochantite, Dolerofanite
2. Coquandite, Klebelsbergite
3. Schuetteíte
4. Dansite, Yeélimite
5. Alumoklyuchevskite, Clorotionite, Fedotovite, Kamchatkite, Klyuchevskite, Piypite
6. Euclorina
7. Atlasovite, Nabokoíte
8. Itoíte, Sidpietersite
9. Caledonite
10. Chenite, Elyite, Linarite, Mammothite, Schmiederite
11. Alunite, Amonioalunite, Ammoniojarosite, Argentojarosite, Beaverite, Dorallcharite, Huangite, Hidroniojarosite, Jarosite, Minamiíte, Natroalunite, Natrojarosite, Osarizawaíte, Plumbojarosite, Walthierite
12. Caracolite, Cesanite, Galeíte, Kogarkoíte, Schairerite, Sulfohalite
13. Grandreefite, Lanarkite, Leadhillite, Macphersonite, Olsacherite, Pseudograndreefite, Susannite
14. Burkeíte, Hanksite, Hectorfloresite
15. Cannonite

### C. Sulfatos hidratados, sem aniões estranhos
1. Cobaltokieserite, Dwornikite, Gunningite, Kieserite, Poitevinite, Sanderite, Szmikite, Szomolnokite
2. Bonattite
3. Aplowite, Boyleíte, Ilesite, Rozenite, Starkeyite
4. Calcantite, Jokokuíte, Pentahidrite, Siderótilo
5. Bianchite, Chvaleticeíte, Ferrohexahidrite, Hexahidrite, Moorhouseíte, Niquelhexahidrite, Retgersite
6. Bieberite, Boothite, Mallardite, Melanterite, Zinco-Melanterite
7. Epsomite, Goslarite, Morenosite
8. Alunógeno, Coquimbite, Kornelite, Lausenite, Meta-Alunógeno, Paracoquimbite, Quenstedtite, Romboclase
9. Zircosulfato
10. Lishizhenite, Ransomite, Römerite
11. Apjohnite, Bilinite, Dietrichite, Halotriquite, Pickeringite, Redingtonite, Wupatkiíte
12. Calinite, Mendozite
13. Alúmen de potássio, Alúmen de sódio, Lanmuchangite, Lonecreekite, Tschermigite, Voltaíte, Zincovoltaíte
14. Amarillite, Krausite, Tamarugite
15. Ferrinatrite, Goldichite, Kröhnkite
16. Löweite
17. Blödite, Changoíte, Konyaíte, Leonite, Mereiterite, Niquelblödite
18. Boussingaultite, Cianocroíte, Mohrite, Níquel-Boussingaultite, Picromerite
19. Görgeyite, Leightonite, Polihalite
20. Eugsterite, Hidroglauberite, Koktaíte, Lecontite, Matteuccite, Mirabilite, Singenite, Wattevillite
21. Ardealite, Bassanite, Gipsite, Rapidcreekite

### D. Sulfatos hidratados, com aniões estranhos
1. Amarantite, Butlerite, Fibroferrite, Hohmannite, Metahohmannite, Parabutlerite, Xitieshanite
2. Caminite
3. Christelite, Guarinoíte, Ktenasite, Langite, Nakauriíte, Namuwite, Posnjakite, Ramsbeckite, Redgillite, Schulenbergite, Theresemagnanite, Wroewolfeíte
4. Hauckite, Lawsonbauerite, Mooreíte, Torreyite
5. Anortominasragrite, Bobjonesite, Minasragrite, Ortominasragrite, Stanleyite
6. Aluminite, Felsöbanyaíte, Hidrobasaluminite, Jurbanite, Khademite, Meta-Aluminite, Rostite, Zaherite
7. Aubertite, Magnesio-Aubertite, Svyazhinite, Wilcoxite
8. Bechererite, Camerolaíte, Carbonato-Cianotriquite, Carrboydite, Cianotriquite, Glaucocerinite, Hidrombobomkulite, Hidrowoodwardite, Mbobomkulite, Niquelalumite, Spangolite, Woodwardite, Zincaluminite, Zincowoodwardite
9. Honessite, Hidrohonessite, Mountkeithite
10. Aluminocopiapite, Botriógeno, Calciocopiapite, Chaidamuíte, Copiapite, Cuprocopiapite, Ferricopiapite, Guildite, Magnesiocopiapite, Zincobotriógeno, Zincocopiapite
11. Despujolsite, Fleischerite, Mallestigite, Schaurteíte
12. Peretaíte, Vlodavetsite
13. Bentorite, Buryatite, Carraraíte, Charlesite, Ettringite, Jouravskite, Sturmanite, Taumasite
14. Lannonite, Metavoltina, Motukoreaíte, Natroglaucocerinite, Shigaíte, Slavikite, Wermlandite
15. Clairite, Metasideronatrite, Sideronatrite
16. Carloruizite, Darapskite, Fuenzalidaíte, Georgeericksenite, Humberstonite, Clino-Ungemachite, Ungemachite
17. Nasledovite
18. Cainite, Natrocalcite, Uklonskovite, Vonbezingite
19. Arzrunite, Campigliaíte, Devillite, Lautenthalite, Niedermayrite, Ortoserpierite, Serpierite, Tatarskite
20. Deliensite, Jachymovite, Cobalto-Zippeíte, Magnésio-Zippeíte, Marecottite, Meta-Uranopilite, Sódio-Zippeíte, Niquel-Zippeíte, Rabejacite, Uranopilite, Zinco-Zippeíte, Zippeíte
21. Johannite, Schröckingerite

### E. Teluratos
Nenhum conhecido.

### F. Cromatos
1. Cromatite, Crocoíte, Tarapacaíte
2. Deaesmithite, Edoylerite, Fornacite, Molibdofornacite, Fenicrocoíte, Santanaíte, Vauquelinite, Wattersite
3. Iquiqueíte
4. Cassedanneíte, Embreyite
5. Lopezite

### G. Molibdatos e tungstatos
1. Paraniíte-(Y), Powellite, Scheelite, Stolzite, Wulfenite
2. Biehlite, Cuprotungstite, Ferrimolibdite, Filotungstite, Lindgrenite,  Szenicsite, Vergasovaíte
3. Sedovite
4. Moluranite, Mourite, Umohoíte
5. Calcurmolite, Cousinite, Deloryite, Iriginite, Tengchongite
6. Uranotungstite

## VII.Fosfatos,arsenatosevanadatos

### A. Fosfatos desidratados, sem aniões estranhos
1. Alarsite, Berlinite, Berilonite, Hurlbutite, Litiofosfato, Nalipoíte, Olimpite, Rodolicoíte
2. Ferrisicklerite, Heterosite, Litiofilite, Maricite, Natrofilite, Purpurite, Sicklerite, Simferite, Trifilite
3. Beusite, Graftonite, Sarcópsido
4. Brianite, Farringtonite, Panethite, Stanfieldite, Estronciowhitlockit, Tuíte, Whitlockite
5. Alluaudite, Arseniopleíte, Bobfergusonite, Carinite, Ferro-Alluaudite, Ferrohagendorfite, Ferrowyllieíte, Hagendorfite, Maghagendorfite, Qingheiíte, Rosemaryite, Varulite, Wyllieíte
6. Bradaczeckite, Johillerite, Nickenichite, Odanielite (O'Danielite), Yazganite
7. Berzeliíte, Chladniite, Fillowite, Galileíte, Johnsomervilleíte, Manganoberzeliíte, Palenzonaíte, Schäferite
8. Lammerite, Stranskiite, Xantiosite
9. Howardevansite, Lyonsite, Mcbirneyite
10. Chursinite, Tillmannsite
11. Archerite, Bario-Olgite, Bifosfamite, Buchwaldite, Monetite, Nahpoíte, Olgite, Fosfamite, Weilite
12. Schultenite
13. Chernovite-(Y), Pretulite, Wakefieldite-(Ce), Wakefieldite-(Y), Xenótimo-(Y), Xenótimo-(Yb)
14. Brabantite, Queralite-(Ce), Gasparite-(Ce), Monazite-(Ce), Monazite-(La), Monazite-(Nd), Monazite-(Sm)
15. Vitusite-(Ce)
16. Kosnarite
17. Rooseveltite, Tetrarooseveltite, Ximengite
18. Clinobisvanite, Dreyerite, Pucherite
19. Blossite, Chervetite, Petewilliamsite, Ziesite

### B. Fosfatos desidratados, com aniões estranhos
1. Babeffite, Bergslagite, Herderite, Hidroxilherderite, Väyrynenite
2. Ambligonite, Grifite, Montebrasite, Natromontebrasite, Tancoíte, Tavorite
3. Sarquinite, Stanekite, Triplite, Triploidite, Wagnerite, Wolfeíte, Zwieselite
4. Althausite, Holtedahlite, Fosfoellenbergerite, Satterlyite
5. Grupo da Libethenite Adamite, Eveíte, Libethenite, Olivenite, Paradamite, Tarbuttite, Zincolibethenite
6. Averievite, Coparsite, Fingerite, Stoiberite, Urusovite
7. Grupo da lazulite: Barbosalite, Hentschelite, Lazulite, Lipscombite, Scorzalite, Richellite, Trolleíte, Wilhelmkleinite
8. Angelellite, Erugite, Grattarolaíte
9. Frondelite, Rockbridgeíte
10. Arsenoclasite, Cornubite, Cornwallite, Gatehouseíte, Ludjibaíte, Pseudomalaquite, Reppiaíte, Reichenbachite, Turanite
11. Augelite, Brasilianite, Viitaniemiìte
12. Cornetite, Gilmarite, Clinoclase
13. Alactite, Flinkite, Raadeíte, Retziana-(Ce), Retziana-(La), Retziana-(Nd)
14. Gerdtremmelite
15. Clorofenicite, Jarosewichite, Magnesioclorofenicite
16. Sabelliíte, Theisite
17. Arakiíte, Hämatolite
18. Arrojadite, Dickinsonite, Samuelsonite, Sigismundite
19. Arctite, Nabiasite, Nefedovite
20. Heneuíte
21. Melonjosefite, Prosperite
22. Arsenobrackebuschite, Arsenotsumebite, Bearthite, Brackebuschite, Bushmakinite, Calderonite, Feinglosite, Gamagarite, Goedkenite, Jamesite, Lulzacite, Tokyoíte, Tsumebite
23. Durangite, Isokite, Lacroixite, Maxwellite, Nacafite, Panasqueiraíte, Spodiosite, Thadeuíte, Tilasite
24. Grupo da adelite: Adelite, Austinite, Duftite, Gabrielsonite, Gottlobite, Cobaltaustinite, Conicalcite, Niquelaustinite, Tangeíte
25. Arsenodescloizite, Descloizite, Cechite, Mottramite, Pirobelonite
26. Atacolite, Bertossaíte, Carminite, Leningradite, Namibite, Paganoíte, Palermoíte, Sewardite
27. Bjarebyite, Drugmanite, Jagowerite, Johntomaíte, Kulanite, Penikisite, Perloffite, Vesignieíte
28. Atelestite, Hechtsbergite, Smrkovecite, Petitjeanite, Preisingerite, Schlegelite, Schumacherite
29. Artsmithite, Kuznetsovite
30. Curetonite
31. Bayldonite
32. Heyite
33. Beudantite, Corkite, Galobeudantite, Hidalgoíte, Hinsdalite, Kemmlitzite, Orfeíte, Schlossmacherite, Svanbergite, Woodhouseíte
34. Arsenocrandallite, Arsenoflorencite-(La), Arsenoflorencite-(Ce), Arsenoflorencite-(Nd), Arsenogorceixite, Arsenogoyazite, Arsenowaylandite, Benauíte, Crandallite, Dussertite, Eylettersite, Florencite-(La), Florencite-(Ce), Florencite-(Nd), Gorceixite, Goyazite, Graulichite-(Ce), Kintoreíte, Philipsbornite, Plumbogummite, Segnitite, Springcreekite, Waylandite, Zairite
35. Brendelite, Cobaltoneustädtelite, Medenbachite, Neustädtelite, Paulkellerite
36. Daqingshanite-(Ce), Deloneíte-(Ce)
37. Grupo apatite-piromorfite: Belovite-(Ce), Belovite-(La), Carbonato-Fluorapatite, Carbonato-Hidroxilapatite, Clinomimetesite, Clorapatite, Fermorite, Fluorapatite, Fluorcafite, Hedifano, Hidroxilapatite, Johnbaumite, Kuannersuíte-(Ce), Mimetesite, Morelandite, Piromorfite, Estronciapatite, Svabite, Turneaureíte, Vanadinite
38. Teoparacelsite

### C. Fosfatos hidratados, sem aniões estranhos
1. Pahasapaíte
2. Faheyite, Gainesite, Mccrillisite, Selwynite
3. Ehrleíte, Fransoletite, Parafransoletite
4. Hureaulite, Sainfeldite, Villyaellenite
5. Kaatialaíte, Krautite, Sterlinghillite
6. Chudobaíte, Geigerite, Geminite, Cobaltokoritnigite, Koritnigite, Lindackerite, Pushcharovskite, Rollandite, Tricalcite, Yvonite
7. Fervanite, Kolovratite, Schubnelite, Serrabrancaíte, Warikahnite
8. Garyansellite, Kryzhanovskite, Fosfoferrite, Reddingite
9. Kolbeckite, Koninckite, Mahlmoodite, Mansfieldite, Metavariscite, Parascorodite, Fosfossiderite, Escorodite, Strengite, Variscite, Ianomamite
10. Ludlamite, Metaswitzerite, Switzerite
11. Fahleíte, Hopeíte, Parahopeíte, Fosfofilite, Radovanite, Smolianinovite
12. Kankite, Metaschoderite, Newberyit, Schoderite, Steigerite
13. Annabergite, Arupite, Baricite, Bobierrite, Cattiíte, Eritrite, Hörnesite, Köttigite, Manganohörnesite, Parasimplesite, Vivianite
14. Metaköttigite, Metavivianite, Simplesite
15. Brassite, Fosfororösslerite, Rösslerite
16. Fluckite, Parascholzite, Scholzite
17. Brandtite, Cassidyite, Collinsite, Fairfieldite, Gaitite, Hillite, Messelite, Parabrandtite, Roselite, Beta-Roselite, Talmessite, Wendwilsonite, Zincoroselite
18. Bederite, Grischunite, Walentaíte, Wicksite
19. Anapaíte
20. Bakhchisaraitsevite, Rimkorolgite
21. Francoanellite, Taranakite
22. Dorfmanite
23. Dittmarite, Hannayite, Mundrabillaíte, Niahite, Schertelite, Estercorite, Struvite, Swaknoíte
24. Ferrarisite, Guerinite, Haidingerite, Irhtemite, Mcnearite, Picrofarmacolite, Phaunouxite, Rauenthalite, Vladimirite
25. Brushite, Churchite-(Dy), Churchite-(Nd), Churchite-(Y), Farmacolite
26. Pintadoíte
27. Machatschkiíte
28. Nabafite, Nastrofite
29. Brockite, Grayite, Ningyoíte, Rabdófano-(Ce), Rabdófano-(La), Rabdófano-(Nd), Tristramite
30. Keyite
31. Cabalzarite, Cobaltolotharmeyerite, Cobaltotsumcorite, Ferrilotharmeyerite, Gartrellite, Helmutwinklerite, Krettnichite, Lotharmeyerite, Lukrahnite, Manganolotharmeyerite, Mawbyite, Mounanaíte, Niquellotharmeyerite, Niquelschneebergite, Fosfogartrellite, Rappoldite, Schneebergite, Thometzekite, Tsumcorite, Zincogartrellite
32. Pottsite
33. Betpakdalite, Melkovite, Mendozavilite, Natrobetpakdalite, Obradovicite, Paramendozavilite
34. Rankachite
35. Canafite, Woolridgeíte
36. Fianelite
37. Kanonerovite

### D. Fosfatos hidratados, com aniões estranhos
1. Atencioíte, Bearsite, Glucina, Greifensteinite, Moraesite, Roscherite, Uralolite, Weinebeneíte, Zanazziíte
2. Tiptopite
3. Giniíte, Gladiusite, Kaluginite, Landesite, Schoonerite
4. Mcauslanite, Sinkankasite
5. Bukovskyite, Diadoquite, Pitticite, Sarmientite, Tooeleíte, Zykaíte
6. Satpaevite
7. Arhbarite, Eucroíte, Legrandite, Nissonite, Spencerite, Strashimirite
8. Arthurite, Cobaltarthurite, Earlshannonite, Kleemanite, Mapimite, Ojuelaíte, Vauxite, Whitmoreíte
9. Kastningite, Metavauxite, Pseudolaueíte, Stewartite
10. Ferrolaueíte, Gordonite, Laueíte, Manganogordonite, Paravauxite, Sigloíte, Ushkovite,
11. Beraunite, Bermanite, Burangaíte, Ercitite, Dufrenite, Ferristrunzite, Ferrostrunzite, Gormanite, Cacoxenite, Kidwellite, Laubmannite, Meurigite, Natrodufrenite, Oxiberaunite, Souzalite, Strunzite, Tinticite
12. Kribergite, Mitryaevaíte, Sanjuanite, Sasaíte, Vantasselite, Vashegyite
13. Kingite, Wavellite
14. Childrenite, Eosforite, Ernstite
15. Grupo da turquesa: Aheylite, Calcosiderite, Ceruleolactite, Faustite, Planerite, Turquesa
16. Acrocordite, Chenevixite, Luetheíte
17. Aldermanite
18. Bulachite, Fluellite, Senegalite
19. Kipushite, Philipsburgite, Veszelyite
20. Calcofilite, Cerulite, Leogangite, Liroconite, Parnauíte, Zapatalite
21. Hotsonite
22. Rusakovite
23. Evansite, Liskeardite, Rosieresite, Sieleckiíte
24. Andyrobertsite, Calcio-Andyrobertsite, Englishite, Esperanzaíte, Goldquarryite, Lavendulano, Lemanskiíte, Mahnertite, Sampleíte, Shubnikovite, Zdenekite, Zincolavendulano
25. Natrofosfato
26. Leucofosfito, Minyulite, Esfeniscidite, Tinsleyíte
27. Juonniíte, Lunokite (Lun'okite), Manganosegelerite, Overite, Segelerite, Wilhelmvierlingite
28. Jahnsite-(CaMnFe), Jahnsite-(CaMnMg), Jahnsite-(CaMnMn), Jahnsite-(MnMnMn), Keckite, Rittmannite, Whiteíte-(CaFeMg), Whiteíte-(CaMnMg), Whiteíte-(MnFeMg)
29. Arseniosiderite, Kolfanite, Mitridatite, Pararobertsite, Robertsite, Sailaufite, Xantoxenite
30. Calcioferrite, Kingsmountite, Montgomeryite, Zodacite
31. Girvasite
32. Benyacarite, Mantienneíte, Paulkerrite
33. Camgasite, Gatumbaíte, Isoclasite, Kovdorskite
34. Jungite
35. Fosfofibrite
36. Johnwalkite, Olmsteadite
37. Wycheproofite
38. Voggite
39. Lermontovite, Vyacheslavite
40. Santafeíte
41. Peisleyite
42. Alumofarmacosiderite, Bário-Alumofarmacosiderite, Bário-Farmacosiderite, Sódio-farmacosiderite, Farmacosiderite
43. Ferrisymplesite, Gutsevichite, Santabarbaraíte, Yukonite
44. Ogdensburgite
45. Foggite, Krasnovite, Matulaíte, Morinite
46. Cyrilovite, Millisite, Wardite
47. Wallkilldellite, Wallkilldellite-Fe
48. Agardite-(Ce), Agardite-(Dy), Agardite-(La), Agardite-(Nd), Agardite-(Y), Calciopetersite, Goudeyite, Juanitaíte, Mrazekite, Mixite, Petersite-(Y), Zálesíite
49. Bleasdaleíte, Clinotirolite, Richelsdorfite, Tirolite
50. Bolivarite, Delvauxite
51. Sinadelfite
52. Volborthite

### E.Uranilfosfatoseuranilvanadatos
1. Autunite, Fritzscheíte, Heinrichite, Kahlerite, Sódio-Autunite, Novácekite, Sabugalite, Saléeíte, Torbernite, Trögerite, Uranocircite, Uranospinite, Zeunerite
2. Abernathyite, Bassetite, Chernikovite, Lehnerite, Meta-Ankoleíte, Meta-Autunite, Metaheinrichite, Metakahlerite, Metakirchheimerite, Metalodevite, Metanovacekite, Metatorbernite, Meta-Uranocircite(I),(II), Meta-Uranospinite, Metazeunerite, Sódio-Meta-Autunite, Sódio-Uranospinite, Pseudoautunite, Ulrichite, Uramfite
3. Bariosincosite, Simplotite, Sincosite
4. Arsenuranospatite, Uranospatite
5. Furongite, Moreauíte, Ranunculite, Threadgoldite, Triangulite, Upalite
6. Coconinoíte, Vochtenite, Xiangjiangite
7. Altupite, Arsenuranilite, Bergenite, Dewindtite, Dumontite, Fosfuranilite, Francoisite-(Nd), Furalumite, Furcalite, Hügelite, Kamitugaíte, Kivuíte, Metavanmeersscheíte, Mundite,  Vanmeersscheíte, Yingjiangite
8. Hallimondite, Parsonsite
9. Przhevalskite
10. Asselbornite, Ortowalpurgite, Vanuralite, Walpurgite
11. Carnotite, Curienite, Francevillite, Margaritasite, Metatyuyamunite, Metavanuralite, Sengierite, Strelkinite, Tyuyamunite, Vanuranilite

## VIII.Silicatos

### A. Nesossilicatos
1. Eucriptite, Fenacite, Willemite
2. Liberite
3. Esperite, Larsenite, Trimerite
4. Grupo da olivina: Faialite, Forsterite, Laihunite, Liebenbergite, Tefroíte,
5. Glaucocroíta, Kirschsteinite, Monticellite
6. Ringwoodite, Wadsleyite
7. Bredigite, Cálcio-Olivina, Larnite, Merwinite
8. Grupo da granada:
  1. Grupo piralspite:Almandina, Piropo, Espessartite
  2. Grupo ugrandite:Andradite, Goldmanite, Grossulária, Uvarovite
  3. Calderite, Henritermierite, Hibschite, Holtstamite, Hidro-Ugrandite, Katoíte, Kimzeyite, Knorringite, Majorite, Moromotoíte, Schorlomite, Wadalite, Yamatoíte
9. Coffinite, Hafnão, Reidite, Torite, Torogummite, Zircão
10. Umbozerite
11. Huttonite, Tombarthite-(Y)
12. Eulitite

### B. Nesosubsilicatos
1. Berilite, Euclase, Hodgkinsonite, Esferobertrandite
2. Andalusite, Cianite, Kanonaíte, Mullite, Sillimanite, Topázio, Yoderite
3. Gerstmannite, Magnesiostaurolite, Estaurolite, Zincostaurolite
4. Grupo da Humite: Alleghanyite, Condrodite, Humite, Hidroxilclinohumite, Jerrygibbsite, Clinohumite, Leucofenicite, Manganohumite, Norbergite, Reinhardbraunsite, Ribbeíte, Sonolite
5. Jasmundite, Rondorfite
6. Bismutoferrite, Chapmanite
7. Tranquillityita
8. Iimoriite-(Y)
9. Abswurmbachite, Braunite, Franciscanite, Langbanite, Neltnerite, Örebroíte, Welinite, Yeatmanite
10. Holdenite, Kolicite, Manganostibite, Parwelite
11. Asbecasite, Dixenite, Kraisslite, Mcgovernite, Turtmannite
12. Malaiaíte, Titanite, Trimounsite-(Y), Vanadomalaiaíte
13. Natisite, Paranatisite
14. Yftisite-(Y)
15. Mongolite
16. Ilmajokite, Sitinakite, Tundrite-(Ce), Tundrite-(Nd)
17. Ilimaussite-(Ce)
18. Cerite-(Ce), Cerite-(La), Kuliokite-(Y), Törnebohmite-(Ce), Törnebohmite-(La)
19. Saryarkite-(Y)
20. Kittatinnyite
21. Afwillite, Bultfonteinite, Fukalite, Harrisonite, Hatrurite, Nagelschmidtite, Paraspurrite, Poldervaartite, Spurrite, Ternesite
22. Chantalite, Mozartite, Vuagnatite
23. Cloritoide, Magnesiocloritoide, Ottrelite
24. Clinoedrite, Stringhamite
25. Chessexite
26. Britolite-(Ce), Britolite-(Y), Clorellestadite, Fluorbritolite-(Ce), Fluorellestadite, Hidroxilellestadite, Lessingite-(Ce), Mattheddleíte
27. Hemiedrite, Iranite, Macquartite, Wherryite
28. Bakerite, Calciberborosilite-(Y), Datolite, Gadolinite-(Ce), Gadolinite-(Y), Hingganite-(Ce), Hingganite-(Y), Hingganite-(Yb), Homilite, Minasgeraisite-(Y)
29. Ellenbergerite
30. Boralsilite, Dumortierite, Grandidierite, Harkerite, Holtite, Kornerupite, Magnesiodumortierite, Ominelite, Prismatina, Werdingite
31. Garrelsite
32. Melanocerite-(Ce), Okanoganite-(Y), Tritomite-(Ce), Tritomite-(Y), Vicanite-(Ce)
33. Boltwoodite, Cuprosklodowskite, Kasolite, Sódio-Boltwoodite, Oursinite, Sklodowskite, Uranofano, Beta-Uranofano
34. Uranosilite
35. Soddyite, Swamboíte
36. Cálcio-Ursilite, Ursilite (Magnioursilite)
37. Lepersonnite-(Gd)

### C. Sorossilicatos
1. Gittinsite, Itrialite-(Y), Keiviíte-(Y), Keiviíte-(Yb), Kristiansenite, Perclevíte-(Ce), Rowlandite-(Y), Thortveitite,
2. Akermanite, Andremeyerite, Barilite, Gehlenite, Gugiaíte, Hardystonite, Jeffreyite, Caliobarilite, Melilite, Melinofano, Okayamalite
3. Cebollite, Kilchoanite, Mangano-Kukisvumite, Rankinite
4. Keldyshite, Khibinskite, Parakeldyshite
5. Barisilite, Edgarbaileyite
6. Bertrandite, Hemimorfite, Junitoíte
7. Axinite-(Fe), Axinite-(Mn), Axinite-(Mg), Tinzenite
8. Biraíte-(Ce), Foshallasite, Jaffeíte, Killalaíte, Suolunite, Tilleyíte
9. Hennomartinite, Ilvaíte, Itoigawaíte, Lawsonite, Noelbensonite, Wöhlerite
10. Série Wöhlerite-Lavenite: Bagdadite, Burpalite, Cuspidina, Hiortdahlite, Janhaugite, Lavenite, Niocalite, Normandite, Wöhlerite
11. Götzenite, Haigerachite, Hainite, Kochite, Mosandrite, Nacareniobsite-(Ce), Rinkite (Rinkolite), Rosenbuschite
12. Baritolamprofilite, Ericssonite, Grenmarite, Lamprofilite, Ortoericssonite, Seidozerite
13. Bornemanit, Bussenit, Bykovait, Epistolit, Innelit, Jinshajiangit, Lomonosovit, Murmanit, Perraultite, Polifite, Quadrufite, Shkatulkalite, Sobolevite, Surkhobite, Vuonnemiteit, Yoshimuraíte
14. Bafertisite, Delindeíte, Fresnoíte, Hejtmanite
15. Belkovite, Fersmanite, Komarovite, Sódio-komarovite
16. Chevkinite-(Ce), Matsubaraíte, Perrierite-(Ce), Polyakovite-(Ce), Rengeíte, Stavelotite-(La), Etronciochevkinite
17. Karnasurtite-(Ce)
18. Molibdofilite, Nasonite
19. Centrolite, Melanotequite
20. Harstigite
21. Dellaíte, Rustumite
22. Grupo do Epídoto: Allanite-(Ce), Allanite-(La), Allanite-(Y), Clinozoisite, Clinozoisite-(Sr) (Niigataíte), Dissakisite-(Ce), Dissakisite-(La), Dollaseíte-(Ce), Epídoto, Epídoto-(Pb) (Hancockite), Ferriallanite-(Ce), Gatelite-(Ce), Khristovite-(Ce),  Manganiandrosite-(Ce), Manganiandrosite-(La) (Androsite-(LA)), Manganipiemontite-(Sr) (Tweddillite), Mukhinite, Piemontite, Piemontite-(Sr) (Estronciopiemontite), Uedaíte-(Ce), Vanadoandrosite-(Ce), Västmanlandite-(Ce), Zoisite
23. Julgoldite-(Fe2+), Macfallite, Okhotskite, Poppiíte, Pumpellyite-(Fe2+), Pumpellyite-(Fe3+), Pumpellyite-(Mg), Pumpellyite-(Mn2+), Samfowlerite, Shuiskite, Sursassite
24. Fluorvesuvianite, Manganovesuvianite, Vesuvianite, Wiluíte
25. Ganomalite, Queitite
26. Rosenhahnite, Trabzonite
27. Aminoffite
28. Kinoíte
29. Magbasite
30. Fluortalenite-(Y), Talenite-(Y)
31. Ardennite, Medaíte, Orientite, Saneroíte, Tiragalloíte
32. Akatoreíte, Hubeíte, Ruizite
33. Zunyite
34. Fencooperite

### D. Silicatos não classificados
1. Bostwickite
2. Gilalite
3. Apachite
4. Ajoíte
5. Whelanite
6. Almbosite
7. Kurumsakite
8. Cervandonite-(Ce)
9. Ertixiíte
10. Queniaíte
11. Tiettaíte
12. Juanite
13. Oyelite
14. Wawayandaíte
15. Luddenite
16. Creaseyite
17. Plumbotsumite

### E. Ciclossilicatos
1. Bazirite, Benitoíte, Bobtraillite, Pabstite, Pseudowollastonite, Wadeíte
2. Margarosanite, Mathewrogersite, Roeblingite, Walstromite
3. Jonesite
4. Calciocatapleíte, Catapleíte, Gaidonnayite, Georgechaoíte, Komkovite
5. Cappelenite-(Y), Diversilite-(Ce), Stillwellite-(Ce)
6. Ashburtonite, Papagoíte
7. Alsakharovite-(Zn), Gjerdingenite-(Fe), Gjerdingenite-(Mn), Gutkovaíte-(Mn), Karupmöllerite-(Ca), Korobitsynite, Kuzmenkoíte-(Mn), Kuzmenkoíte-(Zn), Labuntsovite-(Fe), Labuntsovite-(Mg), Labuntsovite-(Mn), Lemmleinite-(Ba), Lemmleinite-(K), Lepkhenelmite-(Zn), Nenadkevichite, Neskevaaraíte-(Fe), Organovaíte-(Mn), Organovaíte-(Zn), Parakuzmenkoíte-(Fe), Paralabuntsovite-(Mg), Paratsepinite-(Ba), Tsepinite-(Ca), Tsepinite-(K), Tsepinite-(Na), Vuorijarvite-(K)
8. Baotite, Bario-Ortojoaquinite, Bielorussite-(Ce), Cerchiaraíte, Joaquinite-(Ce), Nagashimalite, Ortojoaquinite-(Ce), Ortojoaquinite-(La), Estronciojoaquinite, Estrôncio-Ortojoaquinite, Taramellite, Titanotaramellite, Verplanckite
9. Cainosite-(Y), Clinofosinaíte, Fosinaíte-(Ce)
10. Ekanite, Iraquite-(La), Steacyite, Turquestanite
11. Hialotequite, Kapitsaíte-(Y)
12. Bazzite, Berilo, Cordierite, Indialite, Pezzottaíte, Sekaninaíte, Stoppaniíte
13. Gerenite-(Y), Vyuntspakhkite-(Y)
14. Baratovite
15. Combeíte, Kostylevite, Sørensenite
16. Imandrite, Kazakovite, Kapustinite, Koashvite, Litvinskite, Lovozerite, Petarasite, Tisinalite, Zirsinalite
17. Abenakiíte-(Ce), Steenstrupina-(Ce)
18. Torosteenstrupina
19. Grupo da Turmalina: Buergerite, Cromodravite, Dravite, Elbaíte, Feruvite, Foitite, Liddicoatite, Magnesiofoitite, Olenite, Povondraíte, Rossmanite, Schörl, Uvite, Vanadiodravite
20. Odintsovite
21. Crisocola, Dioptase
22. Almarudite, Armenite, Berezanskite, Brannockite, Chayesite, Darapiosite, Dusmatovite, Eifelite, Emeleusite, Merrihueíte, Milarite, Osumilite, Osumilite-(Mg), Poudretteíte, Roedderite, Shibkovite, Sogdianite, Sugilite, Yagiíte
23. Muirite
24. Shafranovskite, Zakharovite
25. Alluaivite, Carbokentbrooksite, Eudialite, Feklichevite, Ferrokentbrooksite, Ikranite, Kentbrooksite, Khomyakovite, Manganokhomyakovite, Oneillite, Raslakite, Tasequite, Zirsilite-(Ce)
26. Megaciclite, Traskite

### F. Inossilicatos
1. Grupo das piroxenas - subgrupo das clinopiroxenas: Augite, Clinoenstatite, Clinoferrosilite, Cosmocloro, Egirina, Diópsido, Esseneíte, Hedenbergite, Jadeíte, Jervisite, Johannsenite, Kanoíte, Namansilite, Natalyite, Onfacite, Petedunnite, Pigeonite, Espodúmena
2. Grupo das piroxenas - subgrupo das ortopiroxenas: Donpeacorite, Enstatite, Ferrosilite, Nchwaningite
3. Balifolite, Carfolite, Ferrocarfolite, Kukisvumite, Lintisite, Lorenzenite, Magnesiocarfolite, Paravinogradovite, Potássio-Carfolite, Vanadiocarfolite, Vinogradovite
4. Shattuckite
5. Plancheíte
6. Grupo das Anfíbolas: Clinoferroholmquistite, Clinoholmquistite, Cummingtonite, Ferri-Clinoferroholmquistite, Grunerite, Magnesiocummingtonite, Magnesioclinoholmquistite, Manganocummingtonite, Manganogrunerite, Permanganogrunerite
7. Grupo das Anfíbolas - Anfíbolas alcalinas: Arfvedsonite, Crossite, Dellaventuraíte, Eckermannite, Ferrinyböíte, Ferri-Ferronyböíte, Ferripedrizite, Ferriwhittackerite, Ferro-Eckermannite, Ferroleakeíte, Ferroglaucofânio, Fluoro-Ferroleakeíte, Fluoro-Magnésio-Arfvedsonite, Fluoronyböíte, Glaucofânio, Potássio-Arfvedsonite, Kaliumleakeit, Kornit, Kozulith, Leakeit, Magnésio-Arfvedsonite, Magnesioriebeckite, Ferri-Ferropedrizite sódica, Ferripedrizite sódica, Nyböíte, Obertiíte, Riebeckite, Ungarettiíte
8. Grupo das Anfíbolas - Anfíbolas calco-sódicas (Ca-Na): Aluminobarroisite, Aluminoferrobarroisite, Aluminomagnesiotaramite, Barroisite, Catoforite, Ferribarroisite, Ferri-Ferrobarroisite, Ferricatoforite, Ferri-Magnesiotaramite, Ferritaramite, Ferriwinchite, Ferrobarroisite, Ferrorichterite, Ferro-Winchite, Fluororichterite, Fluoro-potássio-richterite, Magnesioferricatoforite, Magnesiocatoforite, Magnesiotaramite, Parvowinchite, Potássio-richterite, Richterite, Taramite, Winchite
9. Grupo das Anfíbolas - Anfíbolas cálcicas: Actinolite, Aluminoferrotschermakite, Cannilloíte, Cloro-Potássio-hastingsite, Edenite, Ferri-Ferrotschermakite, Ferrisadanagaíte, Ferritschermakite, Ferro-Actinolite, Ferro-Alumino-Tschermakite, Ferro-Edenite, Ferrohornblenda, Ferrokaersutite, Ferropargasite, Ferrotschermakite, Fluorocannilloíte, Fluoro-Edenite, Hastingsite, Kaersutite, Magnesiohastingsite, Magnesiohornblenda, Magnesiosadanagaíte, Pargasite, Potássio-Cloropargasite, Potássio-Ferrisadanagaíte, Potássio-Magnesiosadanagaíte, Potassiopargasite, Potássiosadanagaíte,  Sadanagaíte, Tremolite, Tschermakite
10. Grupo das Anfíbolas - Anfíbolas plumbo-cálcicas (Pb-Ca): Joesmithite
11. Grupo das Anfíbolas - Anfíbolas ortorrômbicas: Antofilite, Ferro-Antofilite, Ferrogedrite, Ferroholmquistite, Gedrite, Holmquistite, Magnesiogedrite, Magnesioholmquistite, Protoantofilite, Proto-Ferroantofilite, Protomangano-Ferro-Antofilite, Sódio-antofilite, Sódio-Ferro-Antofilite, Sódio-Ferrogedrite, Sódiogedrite,
12. Chesterite, Clinojimthompsonite, Jimthompsonite,
13. Grupo da enigmatite: Enigmatite, Dorrite, Högtuvaíte, Krinovite, Manganilvaíte, Makarochkinitw, Rhönite, Serendibite, Welshite, Wilkinsonite
14. Khmaralite, Safirina, Surinamite
15. Deerite, Howieíte, Johninnesite, Taneyamalite
16. Bustamite, Cascandite, Denisovite, Ferrobustamite, Foshagite, Jennite, Pectolite, Serandite, Vistepite, Wollastonite-1A, Wollastonite-2M
17. Clinotobermorite, Plombierite, Riversideíte, Tacharanite, Tobermorite
18. Para-Umbite, Umbite
19. Hillebrandite, Nekoíte, Scawtit, Xonotlite
20. Haineaultite, Tinaksite, Tokkoíte, Zorite
21. Elpidite, Terskite
22. Balangeroíte, Gageíte, Leucofânio, Raíte
23. Batisite, Krauskopfite, Ohmilite, Shcherbakovite, Taikanite
24. Haradaíte, Suzukiíte
25. Babingtonite, Inesite, Litiomarsturite, Manganobabingtonite, Marsturite, Nambulite, Natronambulite, Rodonite, Santaclaraíte, Escandiobabingtonite
26. Howlite
27. Calciohilairite, Hilairite, Pyatenkoíte-(Y), Sazykinaíte-(Y), Stokesite
28. Pellyite, Tuhualite, Zektzerite
29. Plumalsite, Piroxferroíte, Piroxmangite
30. Alamosite, Erinite
31. Davreuxite, Strakhovite
32. Narsarsukite, Penkvilksite, Tumchaíte, Vlasovite
33. Canasite, Charoíte, Eveslogite, Frankamenite, Miserite, Yuksporite
34. Ashcroftina-(Y), Caisichite-(Y), Ciprianiíte, Grumantite, Hellandite-(Ce), Hellandite-(Gd), Hellandite-(Y), Hellandite-(Yb), Mottanaíte-(Ce), Tadzhikite-(Y)
35. Mangano-Neptunite, Neptunite, Watatsumiíte
36. Sverigeíte
37. Litidionite
38. Liebauíte
39. Ferri-Clinoholmquistite, Ferri-Ottoliniíte, Ferro-Aluminowinchite, Ferro-Ferriwinchite, Fluoro-Potássio-Magnesioarfvedsonite, Ottoliniíte, Sódio-Ferriklinoholmqustite, Whittackerite

### G. Silicatos intermédios (entre inossilicatos e filossilicatos)
1. Okenite
2. Eakerite
3. Ferronordite-(Ce), Ferronordite-(La), Manganonordite-(Ce), Nordite-(Ce), Nordite-(La), Semenovite-(Ce)
4. Epididimite, Eudidimite
5. Makatite, Searlesite, Silinaíte
6. Amstallite, Bavenite, Chiavennite, Prehnite, Rudenkoíte, Tvedalite
7. Kvanefjeldite
8. Altisite, Lemoynite, Loudounite, Natrolemoynite
9. Leucosfenite
10. Laplandite-(Ce), Seidite-(Ce)
11. Astrofilite, Kupletskite-(Cs), Hidroastrofilite, Kupletskite, Magnesio-Astrofilite, Nalivkinite, Niobokupletskite, Niobofilite, Zircofilite
12. Cariocroíte, Nafertisite
13. Intersilite

### H. Filossilicatos
1. Fluorapofilite, Hidroxiapofilite, Natroapofilite
2. Bigcreekite, Cuprorivaíte, Effenbergerite, Gillespite, Sanbornite, Wesselsite
3. Dalyite, Davanite
4. Ershovite, Fenaksite, Manaksite
5. Kanemite, Natrosilite, Revdite
6. Latiumite, Tuscanite
7. Carletonite
8. Ferripirofilite, Kegelite, Macaulayite, Minnesotaíte, Pimelite, Pirofilite, Talco, Willemseíte
9. Grupo das micas - Série da Moscovite: Aluminoceladonite, Boromoscovite, Celadonite, Cromofilite, Cromoceladonite, Ferro-Aluminoceladonite, Ferroceladonite, Ganterite, Moscovite, Nanpingite, Paragonite, Roscoelite, Tobelite
10. Grupo das micas - Série da Biotite: Annite, Aspidolite, Eastonite, Efesite, Flogopite,  Fluorannite, Fluoroflogopite, Hendricksite, Masutomilite, Montdorite, Norrishite, Polilitionite, Preiswerkite, Shirokshinite, Shirozulite, Siderofilite, Tainiolite, Tetra-Ferri-Annite, Tetra-Ferriflogopite, Trilitionite
11. Grupo das micas - Série da Margarite: Anandite, Bityite, Chernykhite, Clintonite, Ferrokinoshitalite, Kinoshitalite, Margarite, Oxikinoshitalite
12. Grupo das micas - Série da Glauconite (12 a 15): Brammallite, Glauconite, Wonesite
13. Agrellite, Glagolevite, Mountainite
14. Erlianite
15. Bannisterite, Bariobannisterite, Eggletonite, Ekmanite, Franklinfilite, Ganofilite, Lennilenapeíte, Middendorfite, Parsettensite, Stilpnomelano, Tamaíte
16. Argilas - Série da Esmectite (16 a 18): Aliettite, Corrensite, Kulkeíte, Lunijianlaíte, Rectorite, Saliotite, Tarasovite, Tosudite
17. Beidellite, Brinrobertsite, Montmorillonite, Nontronite, Swinefordite, Volkonskoíte, Yakhontovite
18. Hectorite, Ferrosaponite, Saponite, Sauconite, Spadaíte, Stevensite, Zincosilite
19. Argilas: Vermiculite
20. Argilas: Rilandite
21. Grupo da Clorite: Baileycloro, Borocookeíte, Chamosite, Clinocloro, Cookeíte, Donbassite, Franklinfurnaceíte, Gonyerite, Manandonite, Nimite, Ortochamosite, Pennantite, Sudoíte
22. Ferrisurite, Niksergievite, Surite
23. Grupo da Caulinite: Dickite, Halloysite-7Å, Caulinite, Nacrite
24. Alófano, Hisingerite, Imogolite, Neotocite, Odinite, Sturtite
25. Grupo da Serpentina: Amesite, Antigorite, Berthierina, Brindleyite, Cariopilite, Carlosturanite, Clinocrisótilo, Crisótilo, Cronstedtite, Dozyite, Fraipontite, Greenalite, Kellyite, Lizardite, Karpinskite, Maufite, Nepouíte, Ortocrisótilo, Paracrisótilo, Pecoraíte, Zinalsite
26. Bementite, Brokenhillite, Ferropirosmalite, Friedelite, Manganopirosmalite, Mcgillite, Nelenite, Schallerite, Varennesite
27. Manganonaujakasite, Naujakasite, Espodiofilite
28. Sazhinite-(Ce), Sazhinite-(La)
29. Burckhardtite
30. Falcondoíte, Kalifersite, Loughlinite, Palygorskite, Sepiolite, Tuperssuatsiaíte, Yofortierite
31. Armstrongite, Fedorite, Girolite, Minehillite, Orlymanite, Reyerite, Truscottite, Tungusite, Zeofilite
32. Hyttsjöíte, Jagoíte, Maricopaíte
33. Cavansite, Pentagonite
34. Coutinhoíte, Haiweeíte, Metahaiweeíte, Weeksite
35. Cymrite, Delhayelite, Hidrodelhayelite, Kampfite, Lourenswalsite, Macdonaldite, Monteregianite-(Y), Rodesite, Tienshanite, Wickenburgite
36. Magadiíte, Silhidrite, Strätlingite, Vertumnite
37. Coombsite, Zussmanite

### I. Tectossilicatos
1. Lisetite
2. Caliofilite, Calsilite, Megacalsilite, Malinkoíte, Nefelina, Panunzite, Tricalsilite, Yoshiokaíte
3. Lisitsynite, Petalite, Virgilite
4. Chkalovite
5. Amonioleucite, Leucite
6. Grupo dos Feldspatos (Série Buddingtonite-Ortoclase-Slawsonite): Buddingtonite, Celsiana, Hialófano, Kokchetavite, Microclina, Ortoclase, Paracelsiana, Rubiclina , Sanidina, Slawsonite
7. Grupo dos Feldspatos (Série Anortoclase-Anortite-Banalsite): Albite, Andesina (não reconhecido pela IMA), Anortite, Anortoclase, Banalsite, Bytownite (não reconhecido pela IMA), Dmisteinbergite, Estronalsite, Filatovite, Labradorite (não reconhecido pela IMA), Oligoclase, Sviatoslavite
8. Danburite, Reedmergnerite
9. Grupo da Cancrinite: Afeganite, Bystrite, Cancrinite, Cancrisilite, Davyna, Farneseíte, Franzinite, Giuseppettite, Hidroxicancrinite, Liottite, Marinellite, Microsommite, Pitiglianoíte, Quadridavyna, Sacrofanite, Tounkite, Vishnevite, Wenkite
10. Leifite, Telyushenkoíte
11. Grupo da Sodalite: Bicchulite, Hauyna, Kamaishilite, Lazurite, Noseana, Sodalite, Tsaregorodtsevite, Tugtupite
12. Danalite, Genthelvite, Helvite
13. Kalborsite, Marialite, Mejonite, Sarcolite, Silvialite
14. Ussingite
15. Bikitaíte
16. Hsianghualite
17. Gaultite, Lovdarite, Nabesite
18. Partheíte
19. Roggianite
20. Litosite, Perhamite, Tornasite, Tschörtnerite, Viseíte
21. Grupo das zeólites - Zeólites fibrosas: Escolecite, Gonnardite, Mesolite, Natrolite, Paranatrolite, Thomsonite-(Ca), Thomsonite-(Sr)
22. Grupo das zeólites - Zeólites fibrosas: Boggsite, Dachiardite-(Ca), Dachiardite-(Na), Edingtonite, Ferrierite-(K), Ferrierite-(Mg), Ferrierite-(Na), Gottardiíte, Laumontite, Mordenite, Mutinaíte, Terranovaíte
23. Grupo das zeólites - Zeólites em folhas: Barrerite, Brewsterite-(Ba), Brewsterite-(Sr), Epistilbite, Goosecreekite, Heulandite-(Ca), Heulandite-(K), Heulandite-(Na), Heulandite-(Sr), Clinoptilolite-(Ca), Clinoptilolite-(K), Clinoptilolite-(Na), Stellerite, Estilbite-(Ca), Estilbite-(Na)
24. Grupo das zeólites - Zeólites em folhas: Cowlesite
25. Grupo das zeólites - Zeólites em folhas: Amicite, Garronite, Gismondina, Gobbinsite, Harmotomo, Merlinoíte, Merrihueíte, Montesommaíte, Phillipsite-(Ca), Phillipsite-(K), Phillipsite-(Na), Yugawaralite
26. Grupo das zeólites - Zeólites cúbicas: Bellbergite, Chabasite-(Ca), Chabasite-(K), Chabasite-(Na), Chabasite-(Sr), Erionite-(Ca), Erionite-(K), Erionite-(Na), Gmelinite-(Ca), Gmelinite-(K), Gmelinite-(Na), Levynite-(Ca), Levynite-(Na), Mazzite, Mazzite-(Na), Offretite, Perlialite, Tschernichite, Willhendersonite
27. Grupo das zeólites - Zeólites cúbicas: Analcima, Faujasite-(Ca), Faujasite-(Mg), Faujasite-(Na), Paulingite-(Ca), Paulingite-(K), Polucite, Wairakite

## IX.Compostos orgânicos

### A.Oxalatos.Saisdeácidos orgânicos
1. Oxalatos: Caoxite, Coskrenite-(Ce), Glushinskite, Humboldtina, Levinsonite-(Y), Lindbergite, Minguzzite, Moolooíte, Natroxalato, Novgorodovaíte, Oxamite, Stepanovite, Weddelite, Wheatleyite, Whewellite, Zhemchuzhnikovite, Zugshunstite-(Ce)
2. Série Mellite-Abelsonite (?): Abelsonite, Calclacite, Dashkovaíte, Earlandite, Formicaíte, Hoganite, Julienite, Cafehidrocianite, Melite, Paceíte

### B. Compostos nãoazotadoscom carbono e água, estruturas em cadeia
1. Evenkite
2. Carpatite, Dinite, Fichtelite, Flagstaffite, Kratochvilite, Hartite, Hoelite, Idrialite, Ravatite, Refikite, Simonellite

### C.Resinase outros compostos
- Âmbar (não reconhecido pela IMA)

### D. Compostos com azoto, carbono e água
1. Acetamida, Guanina, Kladnoíte, Tinnunkulite (não reconhecido pela IMA), Ureia, Uricite